# 鄔昌琦
鄔昌琦（？—1661年8月12日（永曆十五年七月丙寅）），又名鄔昌期，貴州都勻府都勻衛人，明朝、南明政治人物。

## 生平
鄔昌琦是選貢出身，曾任廣西知縣、柳州同知，轉湖廣道御史，曾在永曆十年（1656年）與高勣、裴廷謨、許紹亮上疏勸告李定國、劉文秀不要和馬吉翔過分來往，遭永曆帝杖打一百五十次，並除名；不久李定國在金維新勸諫下聯同劉文秀解救他們，才能恢復官職。他後來跟隨永曆帝逃入永昌和緬甸，緬甸人要求陪同的大臣不要配戴兵器，馬吉翔准許，他說：「猛虎之所以震懾百獸，因為牠有爪牙，為何要放棄自己的防備迎合緬甸人？」未得採納。當地人讓永曆朝臣議事，他和馬雄飛一同前往。祁三昇帶兵迎駕，遭緬人請求下詔制止，鄔昌琦哭著勸諫：「臣下大罪，無法讓朝廷在遠夷宣威，令他們輕視朝廷。三昇迎接的時候，就是君臣危險的時間。」永曆帝不聽，只擢任河南道御史，掌管兵科印鑑。後來他和兒子、侄子都在咒水之難中被殺，李定國得知後嘆息：「鄔昌琦死了，我有何面目繼續生存？」
清朝乾隆年間追諡節愍。

## 引用
1. 1 2  錢海岳《南明史·卷四·本紀第四》：（永曆十五年七月）丙寅，緬人咒水戕從臣……
2. 1 2 3  錢海岳《南明史·卷五十九·列傳第三十五》：（高）勣與鄔昌琦、裴廷謨、許紹亮患之，合疏言：「二王功高望重，不當往來權佞之門，蹈孫可望故轍。」疏上，二人怒，不入朝。吉翔激上怒，命各杖百五十，除名。……（鄔）昌琦、廷謨死咒水之禍。昌琦，都匀人。選貢。繇廣西知縣、柳州同知，遷湖廣道御史。
3. ↑  錢海岳《南明史·卷五十九·列傳第三十五》：從扈永昌，降首領官。及入緬，緬人請從臣勿佩戎器，吉翔許之。昌琦曰：「猛虎所以威百獸者，以有爪牙也，奈何自棄其防，以啟戎心？」不納。緬人請大臣議事，昌琦、馬雄飛偕赴。祁三昇兵迎駕，緬人請敕止之，泣諫曰：「臣無狀，不能宣威遠夷，使有輕朝廷心。三昇表迎，正君臣出險之時也。」亦不聽。擢河南道，掌兵科印。後一子、一從子亦死於水。定國聞昌琦死，太息曰：「昌琦死，我何面目以生乎？」其見思如此。
4. ↑  《南疆繹史》恤謚考·卷五：粵中諸臣……「節愍」……鄔昌期（琦）御史，都勻人。由柳州同知擢任。